# Yixianosaurus
Yixianosaurus – rodzaj teropoda z grupy maniraptorów (Maniraptora) żyjącego we wczesnej kredzie na obecnych terenach Azji. Jego szczątki odnaleziono w osadach formacji Yixian na obszarze chińskiej prowincji Liaoning.
Jedynym znalezionym materiałem kopalnym (holotyp IVPP V12638) są żebra i kończyny przednie z zachowanymi piórami, przypominające budową kończyny epidendrozaura. Przedostatnie paliczki są wydłużone, co pozwala przypuszczać, że było to zwierzę nadrzewne. Najdłuższy jest drugi palec, w przeciwieństwie do epidendrozaura, który miał szczególnie wydłużony trzeci palec. Pióra przypominają puch, który znaleziono u przedstawicieli rodzaju Sinornithosaurus. Nazwa Yixianosaurus oznacza „jaszczur z Yixian”, formacji w której odnaleziono szczątki tego dinozaura. Epitet gatunkowy odnosi się do cech szkieletu – znaczy długoręki (łac. manus – ręka, longus – długi).